# 나무지기
| 번호: 252 | 타입: 풀 | 진화전: 없음 | 진화후: 나무돌이 |

《나무지기》(キモリ 키모리[*], 영어: Treecko)는 포켓몬스터 시리즈에 등장하는 가공의 캐릭터(몬스터)이다.

## 특징
발바닥에 돌기가 있어서 나무나 수직벽에 잘 오른다. 자기몸보다도 큰 두꺼운 잎으로 된 꼬리로 적을 공격하며 이 꼬리로 날씨를 알 수도 있다. 나무를 가꾸는 포켓몬이다. 항상 나뭇가지를 물고 있는 습성이 있다. 나무들이 빽빽한 정글에 산다. 먹이가 가까워지면 나무에서 나무로 뛰어오른다.

## 게임에서의 나무지기
포켓몬스터 오메가루비•알파사파이어에서 털보 
박사에게 물짱이, 아차모와 함께 받는 스타팅 포켓몬 중 하나이다. 기술은 꼬리로 막치기 등이다. 나무지기는 레벨16 때 진화한다. 그 진화형인 나무돌이는 36레벨 때 진화하고 풀 타입이어서 물 타입에 유리하다. 레벨 53 때 나무돌이나 나무킹은 레벨업으로 배울 수 없는 기술 「에너지볼」을 배운다.
《포켓몬 불가사의 던전 시간의 탐험대》에서는 미래의 포켓몬으로 등장했다. 시간이 멈춘 미래의 시간을 흐르게 하기 위해 시간의 톱니바퀴를 가져간다. 그는 과거의 세계에선 도적으로 알려져 자객 야느와르몽에게 붙잡힌 후 미래로 가고 포켓몬으로 변해버린 주인공과의 재회 후 다시 시간의 톱니바퀴를 모은다.

## 애니메이션에서의 나무지기
《포켓몬스터 AG》에서는 주인공인 지우가 포획을 하였다. 첫 등장시는 숲의 나무를 지키고 있었다. 개체 그 자체의 특징이기도 하지만 쿨한 성격으로, 자주 잎이 붙은 나뭇가지를 입에 물고 있다. 오기가 있는 성격이기도 해, 무리를 해서라도 싸우려고 하거나 리벤지를 완수하려고 한다. 무로체육관에서 하리뭉을 넘어뜨렸던 것이 그 대표라고 말할 수 있다. 이 나무지기 후에 나무돌이를 거쳐 나무킹으로 진화했다. 나무킹으로 처음 진화했을 때는 간호순의 메가니움에게 차여 상사병으로 당분간 기술을 쓸 수 없었다. 덧붙여서 애니메이션에서는 보통 포켓몬의 울음 소리는 이름 그대로 있지만 나무지기의 경우 「나마」라고 다소 다르다.
《포켓몬스터 AG》 34화 「첫 포켓몬으로 대패닉!!」에서도 게스트 캐릭터로서 등장한다. 이 나무지기는 꽃을 입에 물고 있는 것이 특징. 지우의 나무지기에 반하고 있는 묘사가 있던 것으로 보아 암컷으로 추정된다. 첫 포켓몬을 받으러 온 소녀에게는 선택되지 않았지만, 그 물기를 띤 눈동자로 응시할 수 있어 마음을 움직여진 소녀의 부친에게 거두어 진다.
《포켓몬스터 XY》 64화에서 지우의 라이벌 승태의 나무지기가 등장, 시트론과 체육관전을 벌이지만 패배한다. 이후 75화에서 나무돌이로 진화하고, 포켓몬스터 XY&Z 13화에서 나무킹으로 진화하여 등장한다. 칼로스리그에서는 메가진화까지 한다.

## 나무돌이
《나무돌이》(ジュプトル 쥬푸토루[*], 영어: Grovyle)는 나무지기의 진화 후이다.
《포켓몬 불가사의 던전 시간의 탐험대》에서는 미래의 포켓몬으로 나온다. 시간이 멈춘 미래의 시간을 흐르게하기 위해시간의 톱니바퀴를 가져간다. 그는 과거의 세계에선 도적으로 알려져 자객 야느와르몽에게 붙잡히고 미래로 가고 포켓몬으로 변해버린 주인공과의 재회후 다시 시간의 톱니바퀴를 모은다. 그리고 시간을 되돌리려 갔을 땐 야느와르몽의 등장으로 다시 잡히고 말고, 나무돌이는 자신을 희생시켜 야느와르몽을 잡고 같이 미래로 가버린다. 그리고 그 후 주인공의 활약으로 시간은 다시 흐르고 역사가 바뀌어 나무돌이와 주인공도 포함한 미래의 포켓몬들은 사라져 버린다.
《포켓몬 불가사의 던전 하늘의 탐험대》에서는 나무돌이는 야느와르몽 하고 미래로 돌아간다. 하지만 나무돌이랑 야느와르몽은 죽지 않았고 야느와르몽의 부하 깜까미들이 야느와르몽을 배신한다.나무돌이와 야느와르몽과 같이 압도적으로 공격을 하려는데 이로부터 그둘은 한팀으로 야느와르몽은 진실을 알러, 나무돌이는 어둠의 디아루가가 다시 과거로 가는걸 방지하기 위해 어둠의 디아루가가 있는 시공의 탑으로 갔다가 뒤늦게 어둠의 디아루가가 나무돌이를 도와 시간을 되돌리려했던 세레비를 잡으러 간 것을 알고, 다시 세레비를 구하러 간다. 하지만 끝내 모든것이 야느와르몽의 계락임이 밝혀지고 나무돌이와 세레비는 사로잡혀 버리는데, 전기고문을 당하던 나무돌이는 자신의 야느와르몽에 대한 믿음을 말해주며 같이 시간을 되돌리자고 하고, 끝내 야느와르몽이 나무돌이를 구해준다. 그리고 그 때 주인공의 활약으로 시간은 다시 흐르고, 야느와르몽, 세레비, 나무돌이는 어둠의 디아루가를 무찌르고 시간의 흐름으로 인한 역사의 변화로 미래의 모든 포켓몬들은 사라진다. 그러나 디아루가도 모르는 디아루가보다 더 높은 존재(아르세우스일 것으로 추측)의 힘으로 디아루가와 다른 포켓몬들을 비롯한 미래 세계는 사라지지 않게된다. 정신을 차린 디아루가는 자신의 힘으로 살아남게 된 미래세계의 자연을 원래대로 되돌린다. 결국 미래 세계는 사라지지 않으면서 과거처럼 시간도 계속 흐르게 된다.

## 나무킹
나무킹(ジュカイン 쥬카인[*], 영어: Sceptile)의 분류는 밀림포켓몬이다. 몸에는 날카로운 나뭇잎들이 자라있으며 그 나뭇잎을 이용해 적을 베고 가르는등의 날카로운 공격을 가한다. 나무를 잘 타며 숲에서는 모습을 감추는 것이 가능하다. 조용하고 민첩하게 나무들을 타며 먹이가 눈치채지 못하도록 다가간 후에 빠르게 낚아챈뒤 먹이를 자신의 거처로 물고 간다. 커다란 잎들로 이루어진 꼬리는 강한 파괴력을 지녔다. 등에 자란 씨들은 영양분이 듬뿍 들어 있다. 나무지기의 최종형으로, 높은 스피드와 특공을 자랑한다.《포켓몬스터 XY&Z》75화에서 나무돌이로 진화하여 지우 일행 앞에 나타났다.
《포켓몬스터 오메가루비·알파사파이어》에서 메가진화가 가능해졌으며, 메가진화 후에는 드래곤 타입이 추가된다.
《포켓몬스터 AG》130화에서 철희(테츠야)의 멤버이다.
《포켓몬스터 AG》 161화에서 지우의 나무돌이가 진화하여 나무킹이 되어 등장했다.
《포켓몬스터 XY》106화에서 승태의 나무돌이가 진화한 상태로 등장했다.
《포켓몬스터 XY&Z》26화에서 지우의 개굴닌자의 배틀에서 처음으로 승리했다.
《포켓몬스터 XY&Z》33화에서 칼로스리그 8강전에서 메가진화까지 하여 피뢰침 특성도 이용해 가면서 티에르노의 라이츄를 상대로 이겼다. 35화에서는 4강전에서 유대진화한 지우개굴닌자와 배틀하지만 패배하고 만다.
만화 《포켓몬스터 스페셜》에서 에메랄드의 포켓몬으로 등장한다.

### 메가진화
메가진화 시 드래곤 타입이 추가되고, 특성이 피뢰침으로 바뀌어 전기 타입의 공격을 무효화시킨다. 하지만 드래곤 타입이 붙는 바람에 얼음 타입에는 4배의 데미지를 입는다.

## 그 외에서의 나무지기
포켓몬스터 유튜브에서 메가 특별한 영상에서 휘웅이의 포켓몬으로 등장한다.

## 같이 보기
- 포켓몬스터
- 포켓몬의 목록
- 나무돌이
- 나무킹
- 메가나무킹